# 南丁格尔群岛

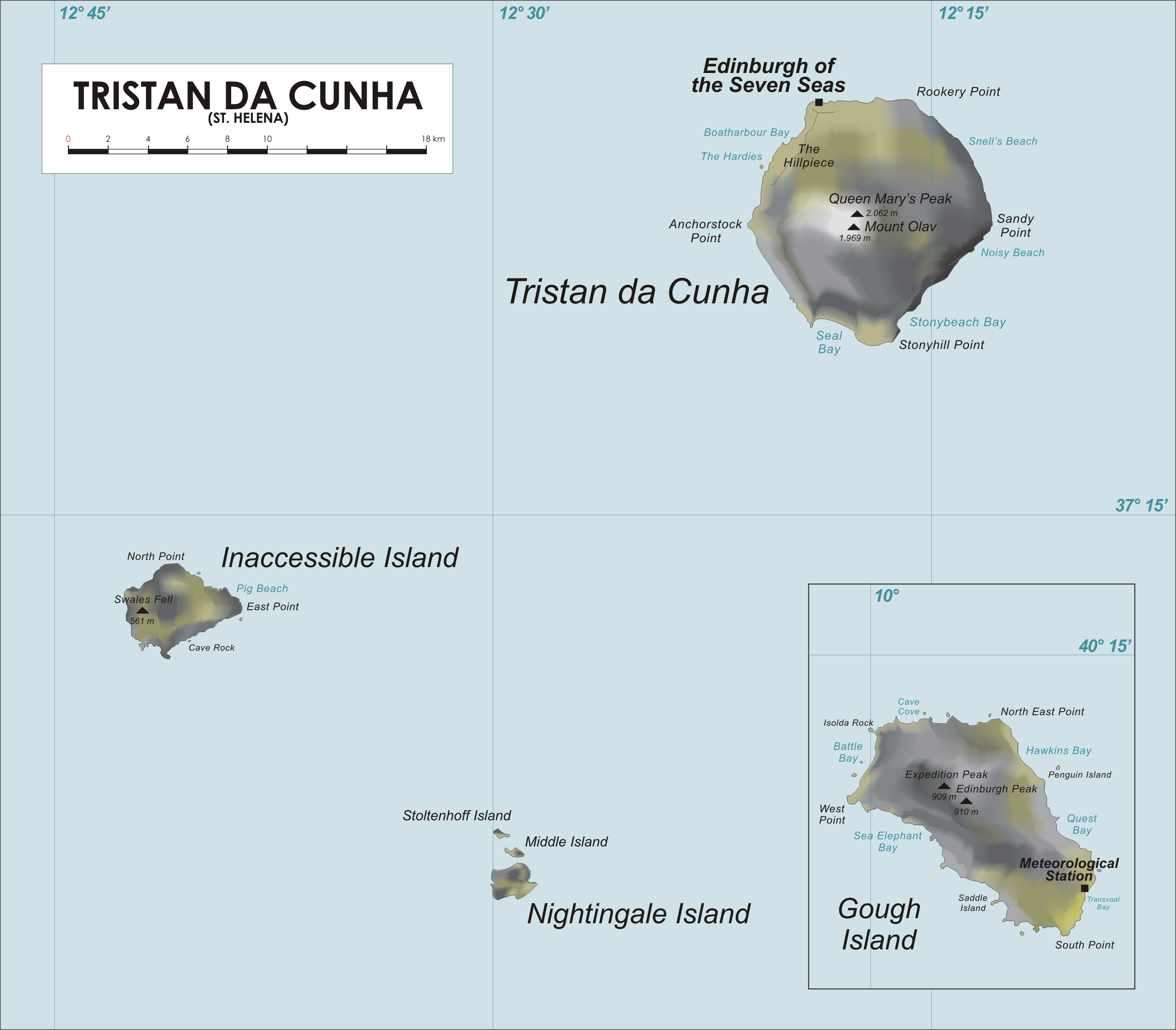
南丁格尔群岛和伊纳克瑟布尔岛地图。

南丁格尔群岛（英語：Nightingale Islands），又译作夜莺群岛。由南大西洋三个岛屿组成，属于英国海外领地圣赫勒拿、阿森松和特里斯坦-达库尼亚中的特里斯坦-达库尼亚的一部分。群岛由南丁格尔岛、 中岛和施托尔滕霍夫岛组成。南丁格尔群岛都是无人岛。
37°25′16″S 12°28′52″W / 37.421°S 12.481°W